# Папуа Нова Гвінея на літніх Олімпійських іграх 2012
Папуа Нову Гвінею на літніх Олімпійських іграх 2012 представляли 8 спортсменів у 5 видах спорту.

## Результати змагань

### Легка атлетика
Чоловіки
| Спортсмен    | Категорія | Попередній забіг | Попередній забіг | Півфінал   | Півфінал   | Фінал      | Фінал      |
| Спортсмен    | Категорія | Результат        | Місце            | Результат  | Місце      | Результат  | Місце      |
| ------------ | --------- | ---------------- | ---------------- | ---------- | ---------- | ---------- | ---------- |
| Нелсон Стоун | 400 м     | 46.71            | 6                | Не пройшов | Не пройшов | Не пройшов | Не пройшов |

Жінки
| Спортсмен | Категорія | Попередній забіг | Попередній забіг | Чвертьфінал | Чвертьфінал | Півфінал   | Півфінал   | Фінал      | Фінал      |
| Спортсмен | Категорія | Результат        | Місце            | Результат   | Місце       | Результат  | Місце      | Результат  | Місце      |
| --------- | --------- | ---------------- | ---------------- | ----------- | ----------- | ---------- | ---------- | ---------- | ---------- |
| Тое Вісіл | 100 м     | 11.60            | 1 Q              | 11.27       | 4           | Не пройшов | Не пройшов | Не пройшов | Не пройшов |

## Дзюдо
Від Папуа Нової Гвінеї кваліфікувався один дзюдоїст.
Чоловіки
| Спортсмен      | Категорія | Раунд 1/64         | Раунд 1/32                      | Раунд 1/16         | Кваліфікація       | Півфінал           | Втішний поєдинок 1 | Втішний поєдинок 2 | Фінал              | Фінал      |
| Спортсмен      | Категорія | Суперник Результат | Суперник Результат              | Суперник Результат | Суперник Результат | Суперник Результат | Суперник Результат | Суперник Результат | Суперник Результат | Місце      |
| -------------- | --------- | ------------------ | ------------------------------- | ------------------ | ------------------ | ------------------ | ------------------ | ------------------ | ------------------ | ---------- |
| Реймонд Овіноу | до 66 кг  | Н/Д                | Назарян (ARM) Поразка 0000–0100 | Не пройшов         | Не пройшов         | Не пройшов         | Не пройшов         | Не пройшов         | Не пройшов         | Не пройшов |

## Плавання
Один плавець кваліфікувався під час олімпійських запливів (OQT). Папуа Нова Гвінея також отримала два «універсальних місця» від FINA.
Чоловіки
| Спортсмен | Категорія       | Попередній заплив | Попередній заплив | Півфінал   | Півфінал   | Фінал      | Фінал      |
| Спортсмен | Категорія       | Час               | Місце             | Час        | Місце      | Час        | Місце      |
| --------- | --------------- | ----------------- | ----------------- | ---------- | ---------- | ---------- | ---------- |
| Раян Піні | 100 м батерфляй | 52.68             | 24                | Не пройшов | Не пройшов | Не пройшов | Не пройшов |

Жінки
| Спортсмен  | Категорія           | Попередній заплив | Попередній заплив | Півфінал   | Півфінал   | Фінал      | Фінал      |
| Спортсмен  | Категорія           | Час               | Місце             | Час        | Місце      | Час        | Місце      |
| ---------- | ------------------- | ----------------- | ----------------- | ---------- | ---------- | ---------- | ---------- |
| Юдіт Міурі | 100 м вільний стиль | 27.84             | 47                | Не пройшов | Не пройшов | Не пройшов | Не пройшов |

## Тхеквондо
Папуа Нова Гвінея отримала квоту на одне місце у тхеквондо.
| Спортсмен   | Категорія | Раунд 1/16                      | Кваліфікація       | Півфінал           | Втішний поєдинок 1 | Втішний поєдинок 2 | Фінал              | Фінал      |
| Спортсмен   | Категорія | Суперник Результат              | Суперник Результат | Суперник Результат | Суперник Результат | Суперник Результат | Суперник Результат | Місце      |
| ----------- | --------- | ------------------------------- | ------------------ | ------------------ | ------------------ | ------------------ | ------------------ | ---------- |
| Тереса Тона | до 49 кг  | Касагара (JPN) Поразка 0–12 PTG | Не пройшов         | Не пройшов         | Не пройшов         | Не пройшов         | Не пройшов         | Не пройшов |

## Важка атлетика
Папуа Нова Гвінея отримала квоту на одного чоловіка і одну жінку.
| Спортсмен   | Категорія | Ривок     | Ривок | Поштовх   | Поштовх | Всього | Місце |
| Спортсмен   | Категорія | Результат | Місце | Результат | Місце   | Всього | Місце |
| ----------- | --------- | --------- | ----- | --------- | ------- | ------ | ----- |
| Стівен Карі | до 85 кг  | 140       | 18    | 180       | 15      | 320    | 15    |
| Діка Тоуа   | до 53 кг  | 79        | 15    | 95        | 14      | 174    | 14    |